# Lithostege elegans
Lithostege elegans är en fjärilsart som beskrevs av Karl Grünberg 1909. Lithostege elegans ingår i släktet Lithostege och familjen mätare. Inga underarter finns listade i Catalogue of Life.